# Estádio Municipal de Tauá
O Estádio Municipal Gerardo Feitosa de Souza, também conhecido como Gerardão, é um estádio de futebol da cidade de Tauá, no estado do Ceará, pertence à prefeitura municipal e tem capacidade para 4.000 pessoas.